# Robert-Magny-Laneuville-à-Rémy
Robert-Magny-Laneuville-à-Rémy – dawna gmina we Francji, w ówczesnym regionie Szampania-Ardeny, w departamencie Górna Marna.
W 1972 roku dwie ówczesne gminy – Robert-Magny oraz Laneuville-à-Rémy – połączyły się w nową gminę Robert-Magny-Laneuville-à-Rémy. Fuzja ta trwała 40 lat, gdyż w 2012 roku podzieliła się na dwie wcześniejsze gminy z których powstała – Robert-Magny i Laneuville-à-Rémy. 